# Xã Orrick, Quận Ray, Missouri
Xã Orrick (tiếng Anh: Orrick Township) là một xã thuộc quận Ray, tiểu bang Missouri, Hoa Kỳ. Năm 2010, dân số của xã này là 1.426 người.